# Arquidiócesis de Florencia
La arquidiócesis de Florencia (en latín: Archidioecesis Florentina y en italiano: Arcidiocesi di Firenze) es una circunscripción eclesiástica de la Iglesia católica en Italia. Se trata de una arquidiócesis latina, sede metropolitana de la provincia eclesiástica de Florencia. Desde el 18 de abril de 2024 su arzobispo es Gherardo Gambelli.

## Territorio y organización

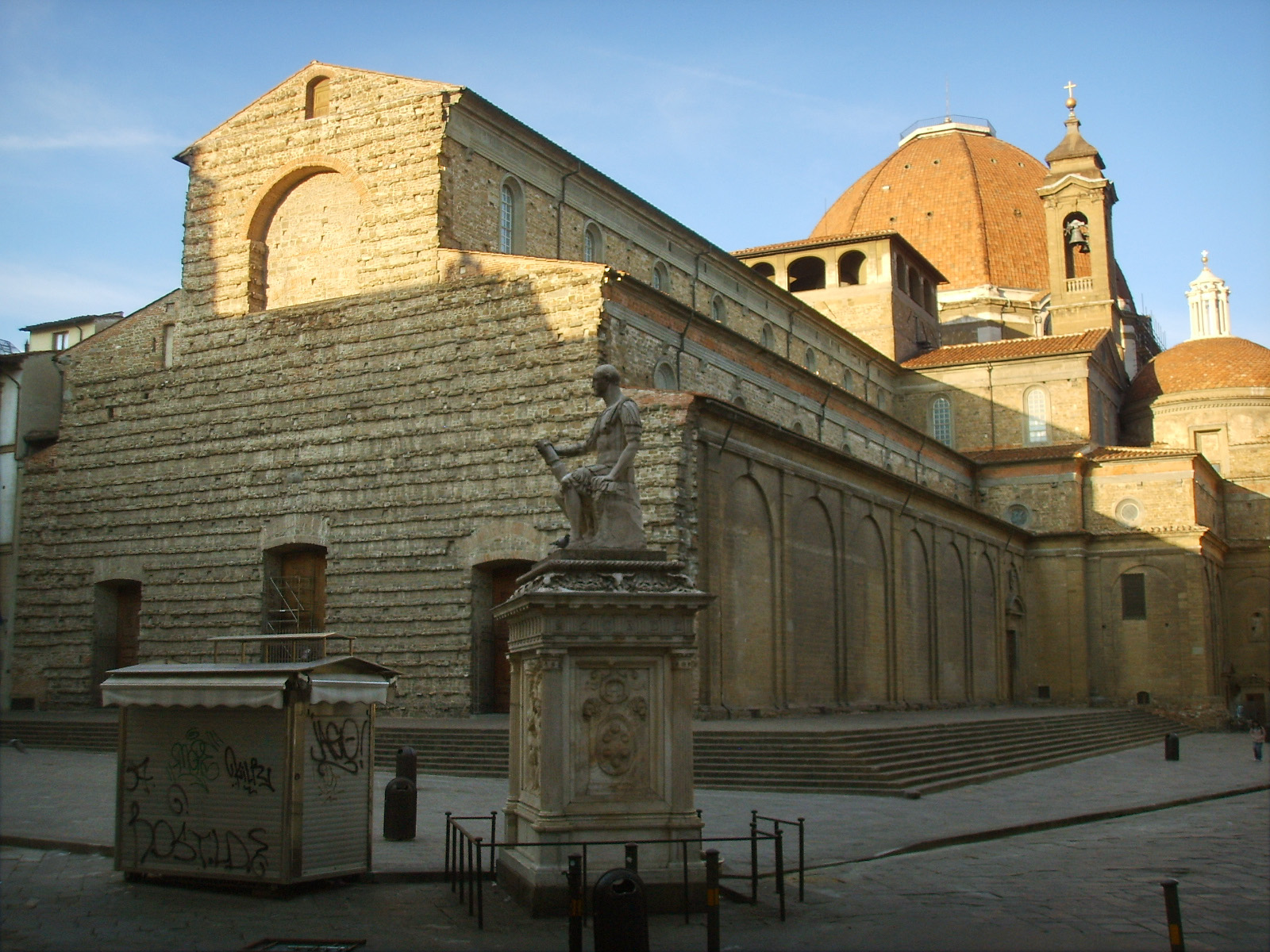
Basílica de San Lorenzo, en Florencia

La arquidiócesis tiene 2205 km² y extiende su jurisdicción sobre los fieles católicos de rito latino residentes en parte de la región de Toscana, comprendiendo en la ciudad metropolitana de Florencia las comunas de: Firenzuola, Palazzuolo sul Senio, Barberino di Mugello, Scarperia e San Piero, Vicchio, Borgo San Lorenzo, Calenzano, Sesto Fiorentino, Campi Bisenzio, Signa, Lastra a Signa, Scandicci, Bagno a Ripoli, Montelupo Fiorentino, Vinci (solo un pequeño sector), Empoli (excepto un minúsculo sector), Castelfiorentino (en parte), Impruneta, Montespertoli, San Casciano in Val di Pesa, Greve in Chianti (solo una parte), Barberino Tavarnelle (excepto un sector menor), Certaldo y un sector minúsculo de Rignano sull'Arno. El territorio de la arquidiócesis rodea un enclave de la diócesis de Fiesole formado por parte de 3 comunas repartidas entre las dos circunscripciones: Vaglia, Pontassieve y Fiesole, dentro del cual se encuentra la propia ciudad episcopal de Fiesole. En este enclave se encuentran además 3 parroquias en la comuna de Florencia (San Martino a Mensola, Santa Croce al Pino y Santa Maria del Fiore a Lapo, además de la iglesia de Santa Maria in Campo en vía del Proconsolo que ya no es parroquia desde 1684. Pertenece además a la arquidiócesis de Florencia un pequeño sector de la comuna de Poggibonsi en la provincia de Siena.

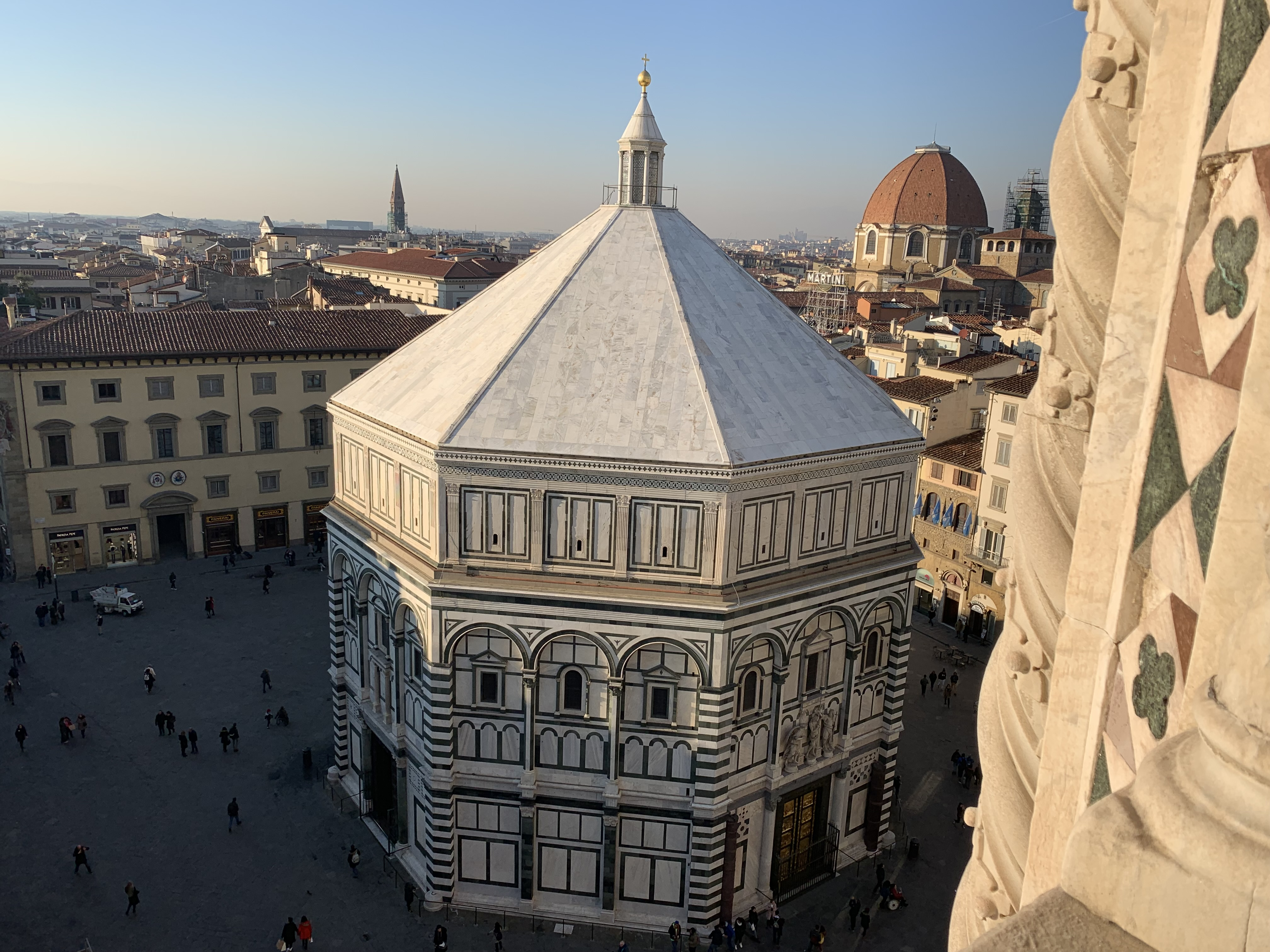
Baptisterio de San Juan, en Florencia

La sede de la arquidiócesis se encuentra en la ciudad de Florencia, en donde se halla la Catedral basílica de Santa María del Fiore. En Impruneta se encuentra la basílica santuario de Santa María de la Impruneta, y en la ciudad de Florencia otras numerosas basílicas menores: 
- Basílica de San Lorenzo;
- Baptisterio de San Juan;
- Basílica de San Miniato al Monte;
- Basílica del Santo Spirito;
- Basílica de la Santa Trinidad;
- Basílica de San Marcos;
- Basílica de Santa María del Carmen;
- Basílica de Santa María Novella;
- Basílica de la Santa Cruz;
- Basílica de la Santísima Anunciación.

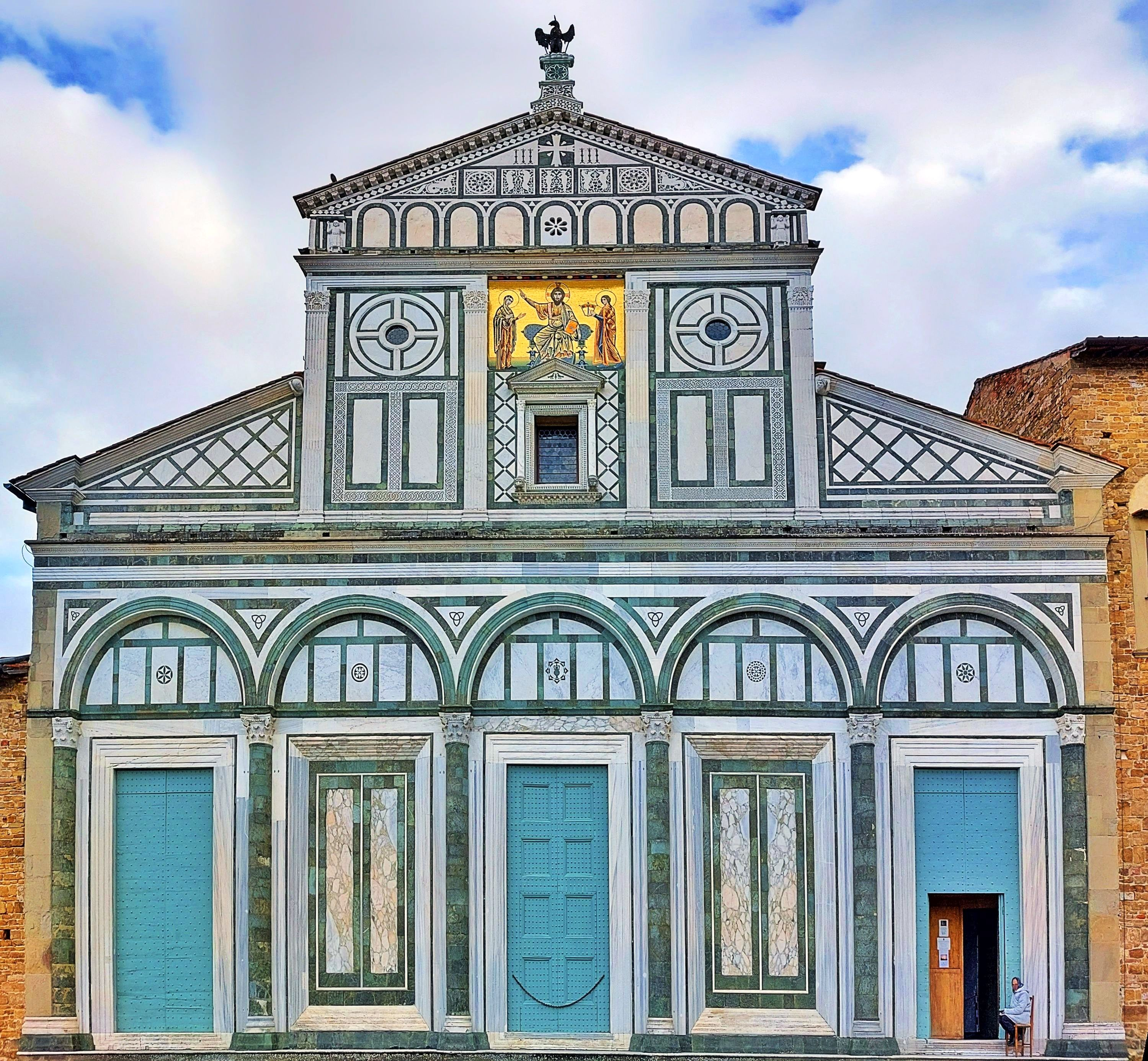
Basílica de San Miniato al Monte, en Florencia

En 2023 en la arquidiócesis existían 289 parroquias agrupadas en 17 vicariatos:
Vicariatos urbanos
- Porta San Frediano, 13 parroquias;
- San Giovanni, 21 parroquias;
- Porta al Prato, 14 parroquias;
- Porta alla Croce, 17 parroquias;
- Porta Romana, 23 parroquias.

Vicariatos suburbanos
- Rifredi, 13 parroquias;
- Scandicci, 12 parroquias;
- Campi Bisenzio, 9 parroquias;
- Delle Signe, 16 parroquias;
- Antella Ripoli e Impruneta, 28 parroquias;
- Sesto Fiorentino e Calenzano, 17 parroquias.

Vicariatos periféricos
- Mugello, 32 parrocchie
- Valdelsa Fiorentina, 8 parroquias;
- San Casciano Montespertoli Tavarnelle, 32 parroquias;
- Empoli Montelupo, 26 parroquias;
- Firenzuola, 11 parroquias;
- Pontassieve, 9 parroquias.

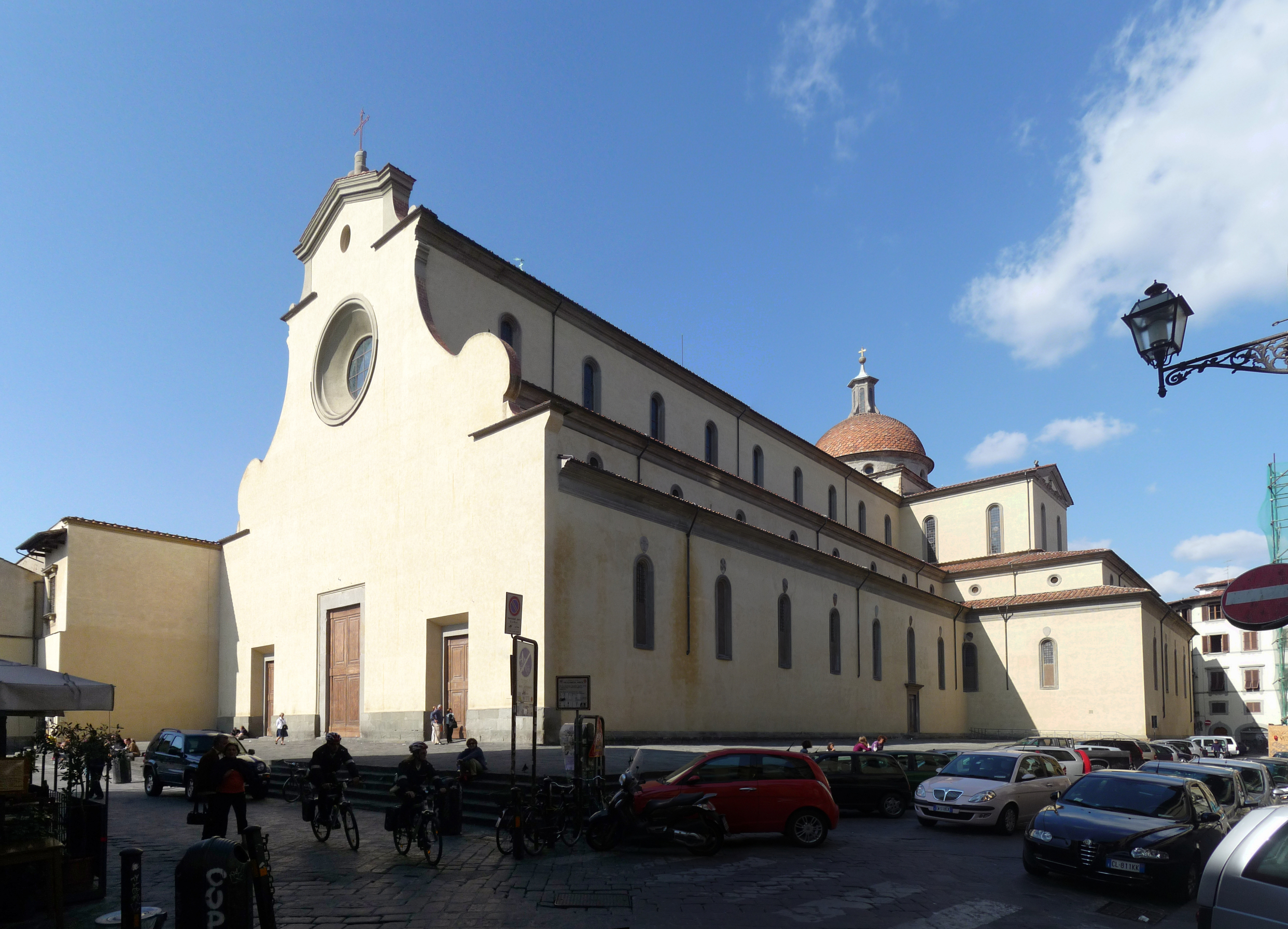
Basílica del Santo Spirito, en Florencia

La arquidiócesis tiene como sufragáneas a las diócesis de: Arezzo-Cortona-Sansepolcro, Fiesole, Pistoya, Prato y San Miniato.

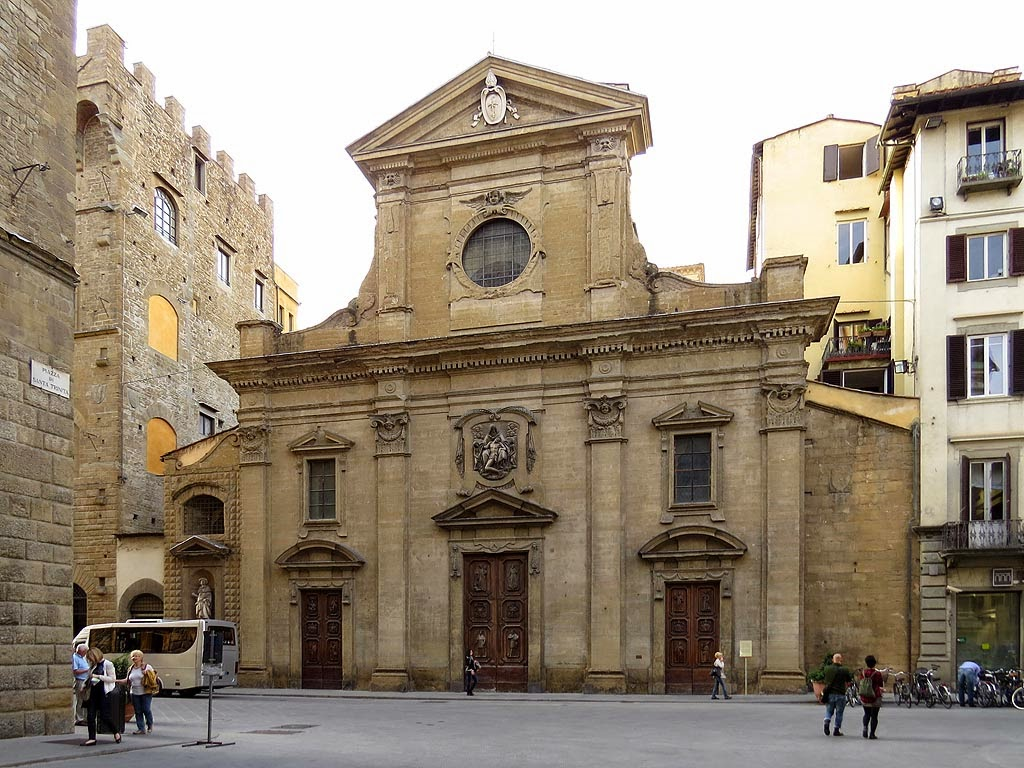
Basílica de la Santa Trinidad, en Florencia

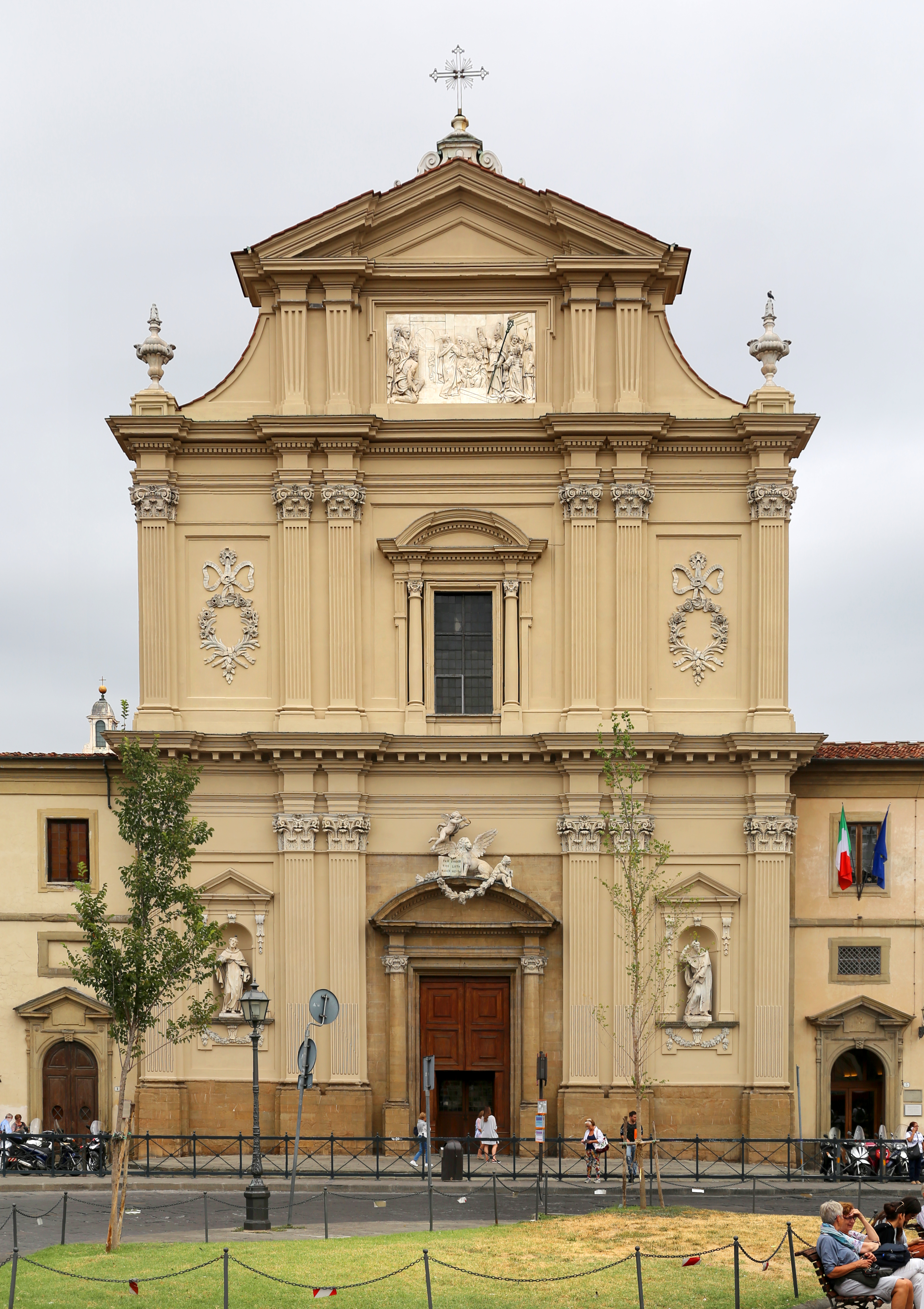
Basílica de San Marcos, en Florencia

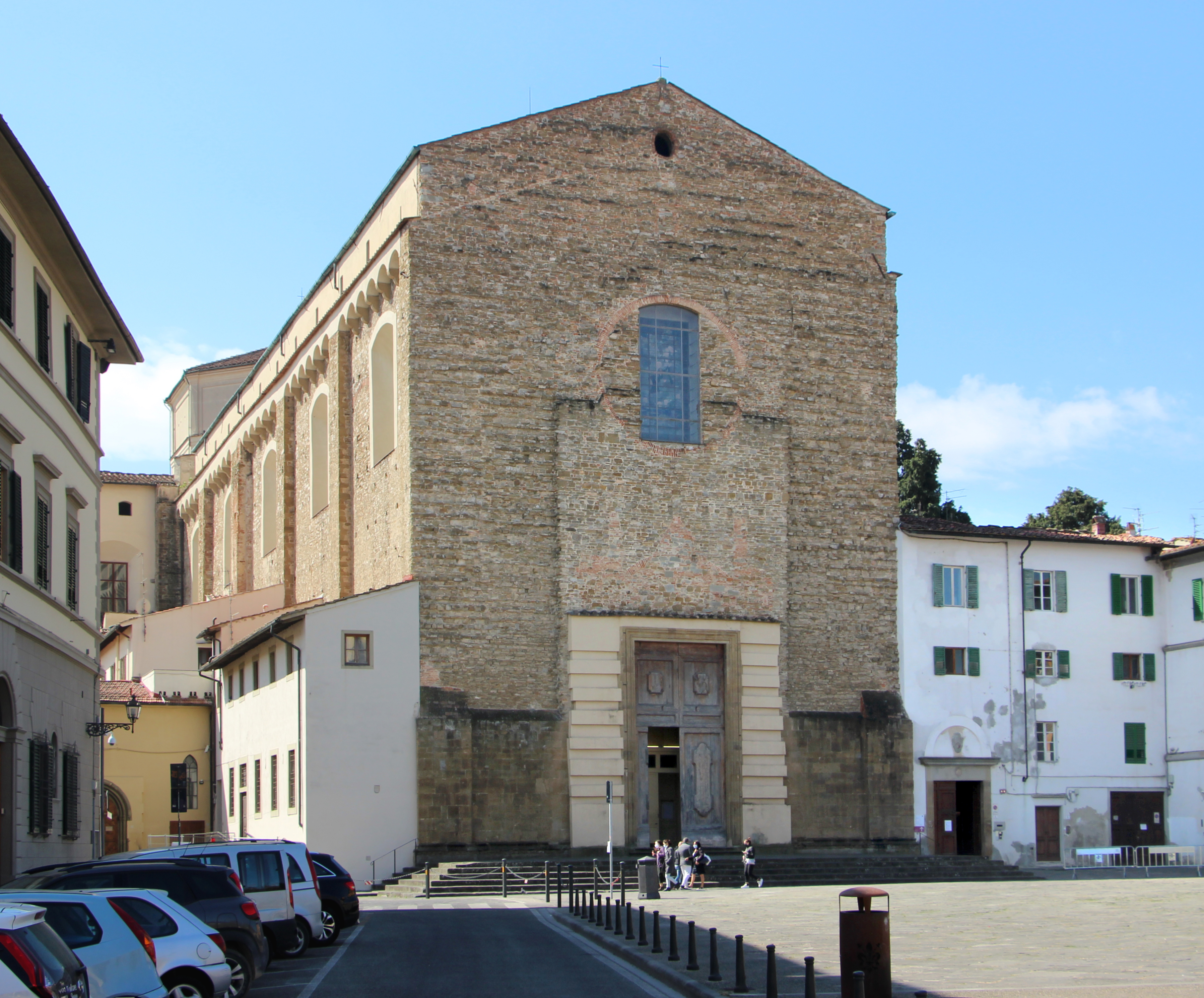
Basílica de Santa María del Carmen, en Florencia

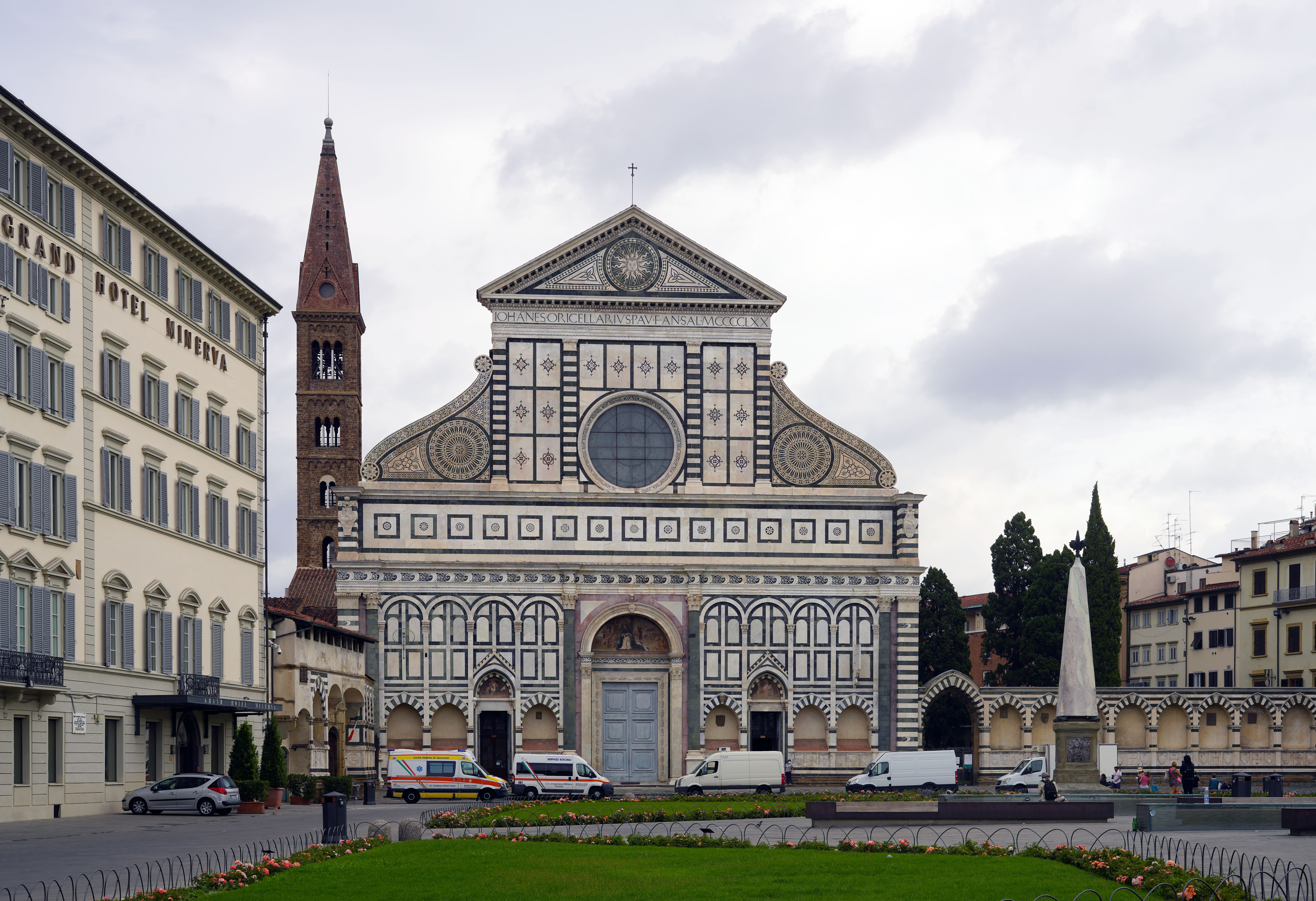
Basílica de Santa María Novella, en Florencia

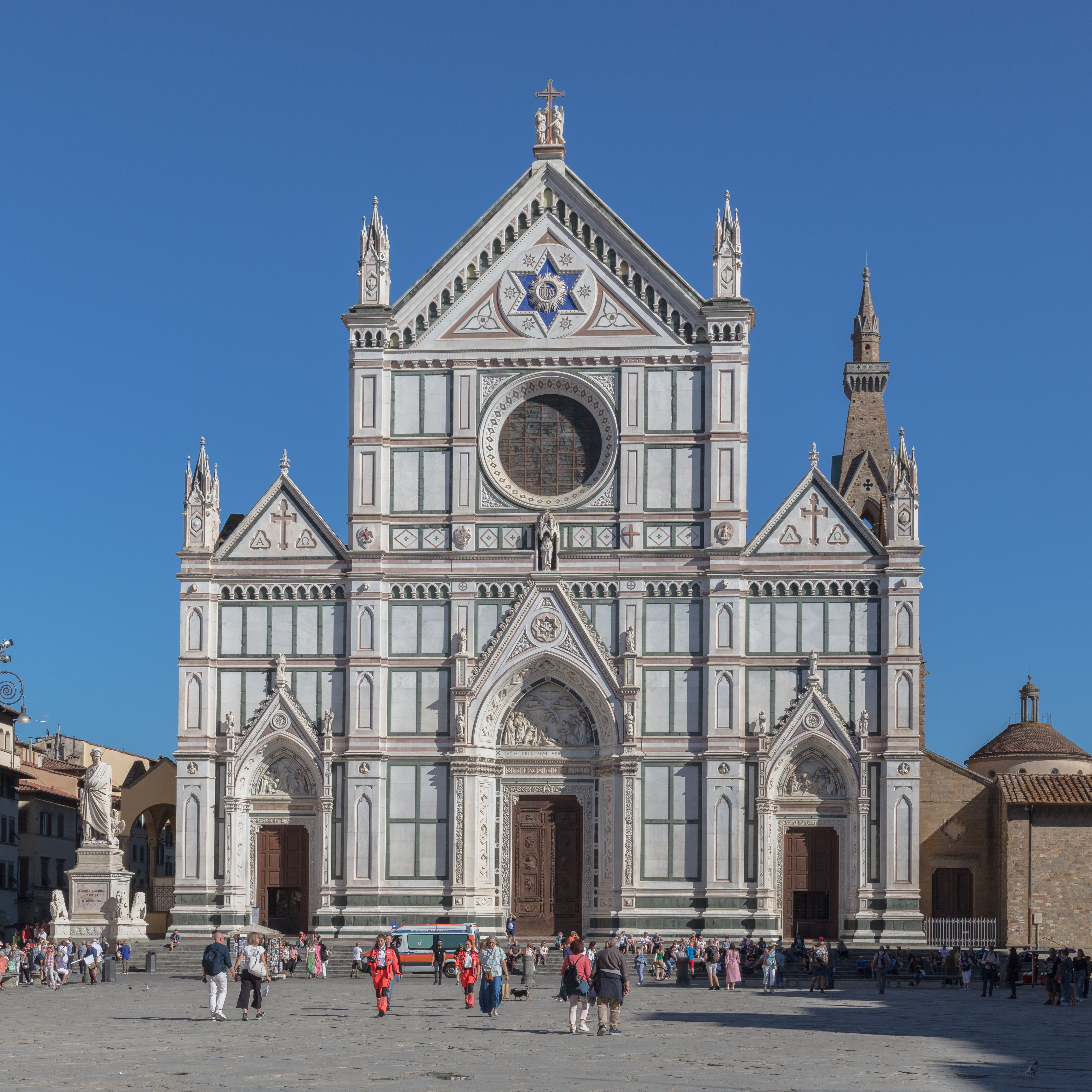
Basílica de la Santa Cruz, en Florencia

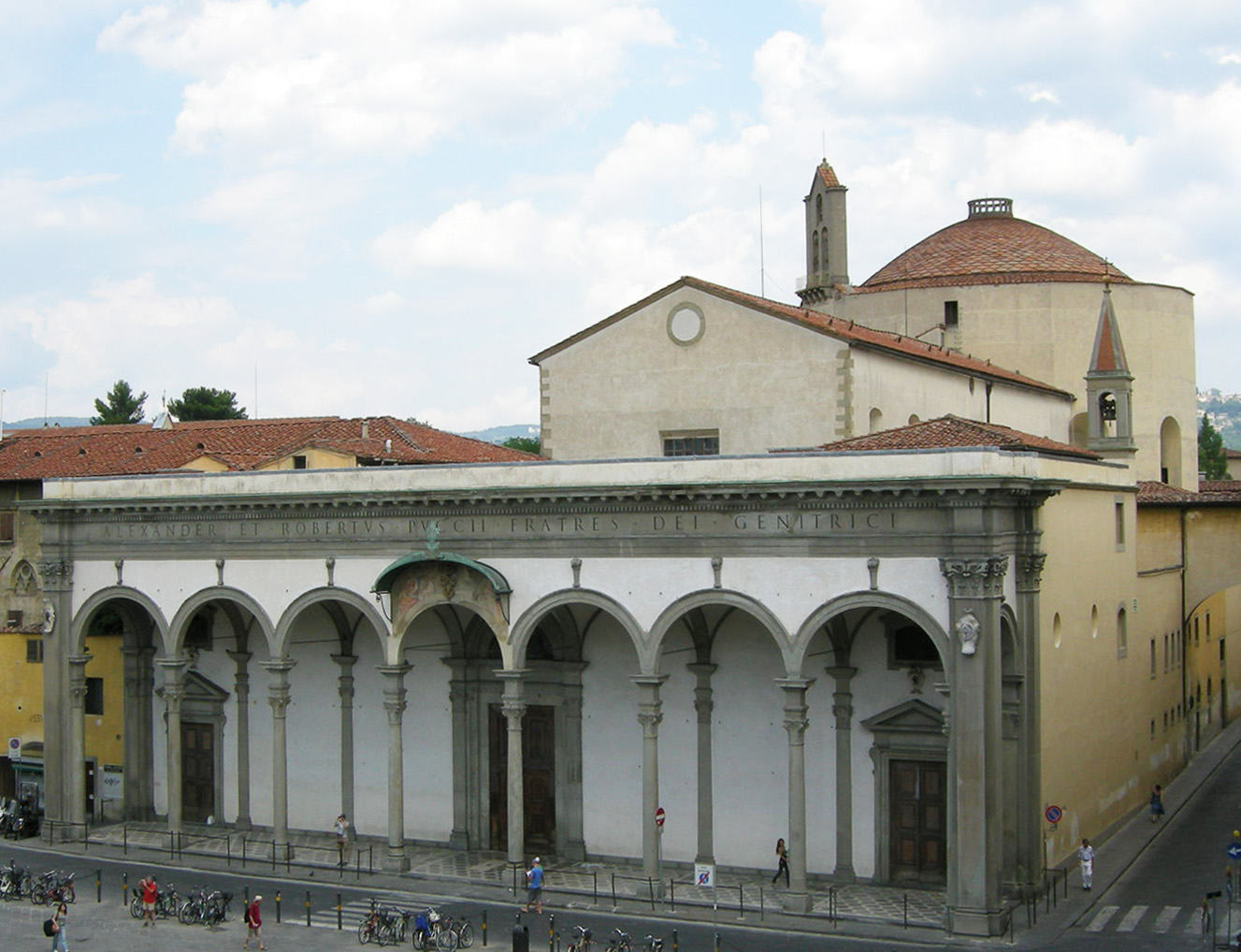
Basílica de la Santísima Anunciación, en Florencia

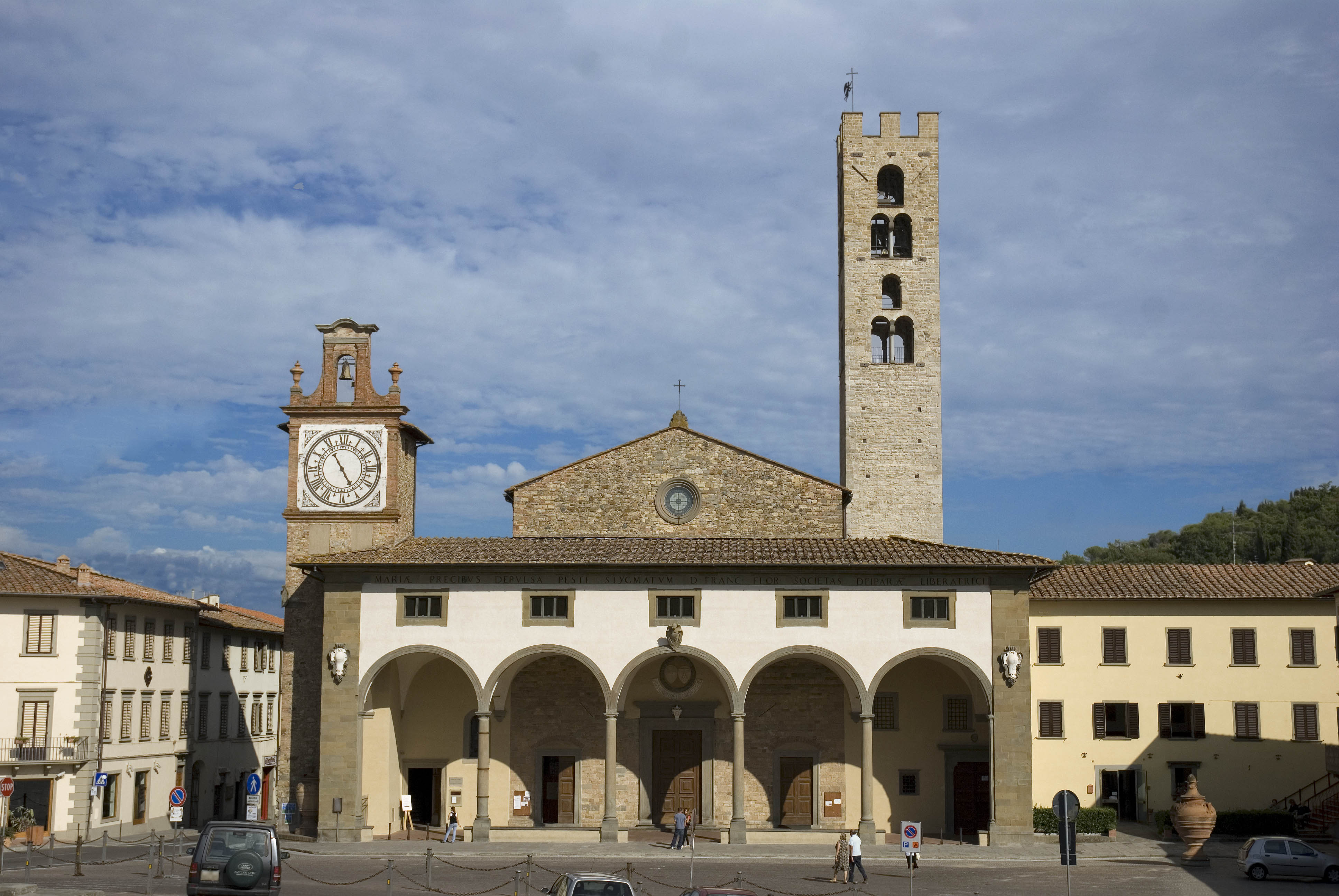
Basílica santuario de Santa María de la Impruneta, en Impruneta

## Historia

### La era cristiana primitiva y la Alta Edad Media
La evangelización de la Florencia romana se remonta al siglo II o principios del III. La tradición legendaria consolidada por los historiadores del siglo XIV remonta la fundación de la Iglesia florentina a los discípulos del apóstol san Pedro, san Frontino y san Paulino, apoyada también por la presencia de los primeros mártires como san Miniato y san Crescenzione. En realidad estas teorías, aunque queridas por la devoción popular, no tienen ninguna base histórica y la llegada del cristianismo generalmente se hace coincidir con la presencia, fija u ocasional, de mercaderes greco-siríacos que vivían en la zona del Oltrarno, justo más allá del predecesor del Ponte Vecchio, a lo largo de la Vía Cassia. La evidencia más antigua de la epigrafía cristiana primitiva en Florencia se encontró en la iglesia de Santa Felicita (dedicada, de hecho, a una mártir oriental). El primer obispo atestiguado históricamente es Felice, quien en el año 313 estuvo en Roma en un sínodo convocado por el papa Milcíades.
Una afirmación más amplia del cristianismo se produjo a finales del siglo IV. En el año 393 san Ambrosio fue huésped en Florencia y durante la consagración de la iglesia de San Lorenzo, el doctor de la Iglesia pronunció la famosa homilía de la Exhortatio virginitatis. Tras su marcha, al santo milanés se le atribuye también la victoria contra los bárbaros de Radagaiso (406), ocurrida el día de santa Reparata, que desde entonces se convirtió, según la tradición, en la protectora de la ciudad. Con el obispo san Cenobio se produjo la primera organización efectiva de la diócesis, que ya podía contar con varias iglesias fuera de los muros de la ciudad de la época: además de las ya mencionadas Santa Felicita y San Lorenzo y la recientemente iniciada Santa Reparata, la futura catedral. Algunos historiadores medievales habían argumentado que San Juan también había sido una iglesia cristiana primitiva, pero esta creencia fue refutada después de que las excavaciones arqueológicas confirmaran su origen en el siglo XII, con cimientos muy por encima de la capa romana tardía.
Los bizantinos y los lombardos, en los siglos siguientes, añadieron las iglesias de San Apolinar y San Ruffillo. Posteriormente se fundaron otras iglesias, en época carolingia, y el propio Carlomagno concedió algunos privilegios al clero florentino, aunque no es históricamente válido lo que consta en una placa tardía en la iglesia de los Santos Apóstoles, que menciona la presencia del soberano franco en la fundación de la iglesia.

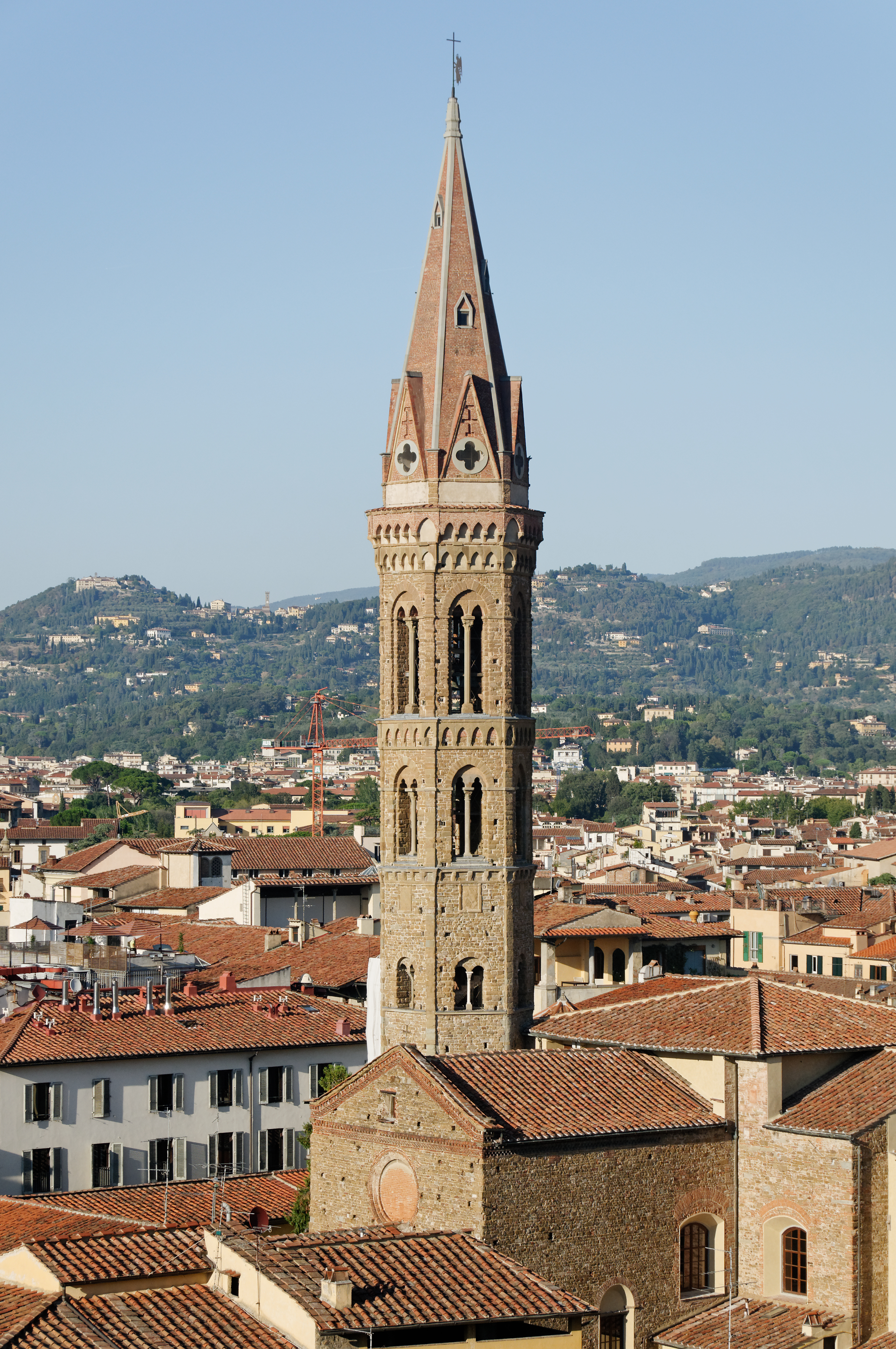
Badia Fiorentina, en Florencia

La difusión de las órdenes monásticas se caracterizó en Florencia por estructuras más bien provinciales en comparación con otras partes de Italia, al menos hasta la fundación de la Badia Fiorentina por iniciativa de Willa y su hijo Hugo I de Toscana en 978. En los siglos inmediatamente anteriores el obispo de Florencia había visto aumentar su autoridad y presencia en el territorio, hasta el punto de que en el umbral del año 1000 ostentaba la primacía económica y política en la ciudad, recaudando diezmos, poseyendo castillos y bosques en un amplio radio de territorio y enviando podestás a las localidades circundantes.

### Baja Edad Media
En 1013 el obispo Ildebrando fundó San Miniato al Monte, con el monasterio anexo ocupado primero por los benedictinos cluniacenses y luego por los olivetanos. Los cistercienses también tenían su propio monasterio en la abadía de los Santos Salvador y Lorenzo en Settimo.
El obispo Gerardo de Borgoña fue el primer prelado florentino en convertirse en papa, con el nombre de Nicolás II, pero ni su presencia ni las reformas intentadas por el papa Víctor II lograron frenar la simonía y el concubinato rampantes del clero. Entonces se levantó san Juan Gualberto y la Orden de Vallombrosa fundada por él y en 1060, en un enfrentamiento épico cerca de la iglesia de San Salvi, lograron derrotar al obispo Pietro Mezzabarba e iniciar una cruzada contra la corrupción en la ciudad.
El crecimiento de la importancia de Florencia durante el siglo XII correspondió también a un desarrollo de la diócesis y a un crecimiento de la importancia de la figura del obispo: la riqueza de iglesias y monasterios está documentada también en las ilustraciones del Codice Rustici.
El siglo XIII vio la llegada de las órdenes mendicantes: primero san Francisco de Asís y los franciscanos (1217), luego los dominicos (1219), seguidos por los agustinos, carmelitas, humillados y silvestrinos que se dispusieron con sus iglesias, futuras basílicas, en círculo alrededor de las murallas. Combatieron herejías (como la de los patarinos) y apoyaron a la población en una época de auténtico "boom" demográfico con un crecimiento constante de la población debido a la continua afluencia de gente del campo.
Además, cuando la economía de la ciudad empezó a prosperar y junto a los muy ricos, surgieron los pobres y paupérrimos asalariados y los más humildes artesanos. En este período surgieron las compañías de Bigallo, Laudi y, tradicionalmente basada en la obra de san Pedro mártir, Misericordia. Al clero se le proporcionó una escuela de formación y un refugio en la Compañía de Jesús Peregrino.
En 1233 nació en Florencia la orden de los Siervas de María por obra de los siete santos fundadores, que se establecieron en el lugar de la futura basílica de la Santísima Anunciación. En 1294 Florencia había adquirido una riqueza que la situó entre las principales ciudades europeas y pudo permitirse el lujo de decidir iniciar las obras de una nueva y grandiosa catedral dedicada a María y que representaría su estatus y poder: la futura Santa María del Fiore, para cuya construcción fue demolida Santa Reparata. Fue durante este período que Dante Alighieri, aunque exiliado por razones políticas, escribió un monumento al cristianismo, la Divina comedia. La peste negra sólo supuso una crisis temporal para la ciudad, tras la cual se recuperó bastante rápido: su florín era una de las monedas más valiosas en los mercados europeos.
Entre 1375 y 1378 la ciudad se puso abiertamente del lado del papa Gregorio XI en la llamada guerra de los Ocho Santos, lo que le valió una excomunión de ocho años y la imposición de fuertes impuestos al clero por parte del municipio. Después del conflicto, poco después Niccolò Acciaiuoli fundó la Cartuja de Florencia y el cardenal Pietro Corsini obtuvo numerosos privilegios para sí y para Florencia. El 10 de mayo de 1419, su pariente Amerigo Corsini obtuvo la elevación a arquidiócesis durante la larga presencia en la ciudad (aproximadamente un año y medio) del papa Martín V. En el mismo año, Baldassarre Cossa, antiguo antipapa Juan XXIII, llegó a la ciudad, protegido por Juan de Médici, y pasó los últimos meses de su vida en Florencia.

### El Renacimiento
Gracias al naciente poder de los Médici, en 1439 Cosme el Viejo consiguió el traslado del Concilio de Ferrara a Florencia, donde celebró su fase final en presencia del papa Eugenio IV, del emperador Juan VII Paleólogo y del patriarca de Constantinopla, así como de numerosos obispos y prelados de la Iglesia latina y griega, entre los que destacó el cardenal Basilio Besarión. Durante ese período también se llevó a cabo una importante obra de reforma y racionalización del clero, de las instituciones monásticas y de la organización general de la diócesis florentina. El Colegio Eugeniano fue fundado por el papa, una escuela para clérigos que jugó un papel destacado en la historia religiosa de la ciudad durante los siglos siguientes. Fue también en la primera mitad del siglo XV cuando Florencia redescubrió su pasión por la bibliofilia y nacieron bibliotecas prestigiosas como la Laurenciana y la del Capítulo de Canónigos de Santa María del Fiore.
Gracias a la familia Médici, la iglesia de San Lorenzo se convirtió casi en una segunda catedral de la ciudad, enriquecida no sólo por la magnífica arquitectura de Filippo Brunelleschi, sino también por su propio gran y riquísimo capítulo. Gracias al mecenazgo de Cosme el Viejo, Florencia contó también con un convento con espacios organizados en estilo moderno y vanguardista, el de San Marcos, obra de Michelozzo donde también trabajó intensamente el beato Fra Angelico.
Fue a raíz de las luchas políticas entre familias que fue necesario fundar la Compagnia dei Buonomini di San Martino para ayudar a los pobres "verghognosi", es decir, familias otrora ricas que habían caído en desgracia. Esta fue sólo una de las obras de reforma queridas por el arzobispo san Antonino Pierozzi, hombre de cultura que supo introducir en la diócesis el espíritu racional y ordenador del humanismo, anticipándose algunas disposiciones del Concilio de Trento. Otra institución nacida con un espíritu similar fue el Ospedale degli Innocenti, la primera institución dedicada exclusivamente a ayudar a los niños en Europa.
La figura de Savonarola fue la que más influyó, para bien o para mal, en la espiritualidad y la sociedad florentina de finales del siglo XV.
Hasta entonces la arquidiócesis tenía como diócesis sufragáneas a Fiesole y Pistoya. En 1460 la colegiata de San Estéban de Prato se separó y fue declarada prevostura nullius, mientras que más tarde se añadieron Sansepolcro (17 de septiembre de 1520 mediante la bula Pro excellenti praeminentia del papa León X) y la colegiata de San Miniato (en 1526 mediante la bula Romanus Pontifex del papa Clemente VII). Gran esplendor gozó Florencia y sus iglesias durante la época de los papas Médici (León X y Clemente VII), aunque fueron años difíciles debido a las batallas que ensangrentaron Italia. Los años del Gran Ducado de Toscana, aparte del contraste entre Cosme I de Médici y el arzobispo Antonio Altoviti (nacido por motivos políticos en el seno de la familia Altoviti), que se sanó con el tiempo, fueron más bien tranquilos y garantizaron a Florencia un digno período de paz, aunque ya a principios del siglo XVII se avecinaba una crisis económica que provocó una reducción de su importancia en el tablero europeo.

### SiglosXVIIyXVIII
Ninguna de las congregaciones previstas por el Concilio de Trento nació en Florencia, pero pronto llegaron allí los jesuitas, los barnabitas, los escolapios y los capuchinos. En Florencia nació el gran reformador de la Roma papal, san Felipe Neri. El testimonio y el misticismo trinitario de santa María Magdalena de Pazzi tuvieron gran importancia para la vida espiritual de la ciudad en el siglo XVII. El beato Ippolito Galantini fue otro ejemplo de espiritualidad y asistencialidad, fundando la Hermandad Vanchetoni. Dos papas florentinos fueron Urbano VIII (Barberini) y Clemente XII (Corsini).
El arzobispo Tommaso Bonaventura della Gherardesca fundó el seminario mayor en 1712, al que se unió desde 1802 el seminario de Firenzuola, especializado en la preparación del clero de las localidades de montaña, y desde 1859 el Convitto della Calza.
En el siglo XVIII también se sintió con fuerza la ola del jansenismo, que en Florencia, bajo el impulso reformista del gran duque Pietro Leopoldo, se manifestó con una serie de supresiones de iglesias y monasterios que culminaron con la aplicación de las leyes napoleónicas de 1808. La vena reformista de Pietro Leopoldo, muy moderna sí, pero a veces también sin escrúpulos, fue contrastada por la actividad del arzobispo Antonio Martini, quien en más de una ocasión supo hacer frente a los abusos de los grandes duques. Detrás de las secularizaciones había evidentemente también importantes intereses económicos: el presupuesto del gran ducado de 1737-1738, por ejemplo, presentaba los ingresos del Estado en aproximadamente 335 000 escudos, frente a 1 758 000 para los eclesiásticos, con una población religiosa equivalente aproximadamente al 3% del total.
El 11 de mayo de 1784, en virtud del breve Exponi Nobis del papa Pío VI, la arquidiócesis adquirió la parroquia de Santa Lucía, en Trespiano, de la diócesis de Fiesole y al mismo tiempo le cedió la parroquia de San Martino, en Mensola. En el mismo período la arquidiócesis adquirió el arciprestazgo de Piancaldoli y la rectoría de Castiglioncelli, que pertenecían a la diócesis de Imola.

### La era contemporánea
El 25 de marzo de 1799 Florencia fue invadida por los franceses. La llamada ocupación francesa de la arquidiócesis se manifestó en el nombramiento de un obispo francés, Antoine-Eustache d'Osmond, al que se opusieron los florentinos y el papa Pío VII, prisionero de Napoleón Bonaparte. Al final los franceses impusieron su decisión, pero poco después de la Restauración dieron marcha atrás. El arzobispo Pier Francesco Morali tuvo la difícil tarea de sanar las divisiones entre los partidarios pro-franceses y los partidarios pro-papales después del final de los conflictos.
Durante la época de Florencia como capital (1865-1871) fue arzobispo Giovacchino Limberti, quien de repente se encontró en una posición muy prominente a nivel nacional. Si su labor pastoral y caritativa fue notable, no puede decirse lo mismo de su labor política: perseguido por la masonería, fue llamado por ejemplo a defender a Pío IX y el poder temporal del papa tras la ruptura de Puerta Pía contra el gobierno italiano, y trató de mantener una posición conciliadora que disgustó a ambas partes.
Bajo el episcopado de Alfonso María Mistrangelo (1899-1930) la Acción Católica tuvo su primera sede estable en Florencia. Un gran consuelo a la población en momentos difíciles como la Segunda Guerra Mundial y la inundación de Florencia de 1966 fue dado por los arzobispos de la época: respectivamente el cardenal Elia Dalla Costa y el cardenal Ermenegildo Florit.

## Estadísticas
Según el Anuario Pontificio 2023 la arquidiócesis tenía a fines de 2024 un total de 797 227 fieles bautizados.
| Año                                                                             | Población            | Población | Población      | Sacerdotes | Sacerdotes    | Sacerdotes    | Bautizados por sacerdote | Diáconos permanentes | Religiosos | Religiosos | Parroquias |
| Año                                                                             | Bautizados católicos | Total     | % de católicos | Total      | Clero secular | Clero regular | Bautizados por sacerdote | Diáconos permanentes | Varones    | Mujeres    | Parroquias |
| ------------------------------------------------------------------------------- | -------------------- | --------- | -------------- | ---------- | ------------- | ------------- | ------------------------ | -------------------- | ---------- | ---------- | ---------- |
| 1950                                                                            | 845 000              | 850 000   | 99.4           | 1280       | 640           | 640           | 660                      |                      | 428        | 2850       | 478        |
| 1970                                                                            | 800 000              | 850 000   | 94.1           | 926        | 514           | 412           | 863                      | 1                    | 554        | 2918       | 498        |
| 1980                                                                            | 897 527              | 937 651   | 95.7           | 832        | 476           | 356           | 1078                     | 5                    | 437        | 2500       | 499        |
| 1990                                                                            | 867 530              | 885 450   | 98.0           | 750        | 416           | 334           | 1156                     | 24                   | 422        | 1972       | 321        |
| 1999                                                                            | 826 484              | 874 172   | 94.5           | 665        | 410           | 255           | 1242                     | 34                   | 294        | 1869       | 319        |
| 2000                                                                            | 806 787              | 854 243   | 94.4           | 659        | 406           | 253           | 1224                     | 36                   | 301        | 1862       | 318        |
| 2001                                                                            | 810 247              | 858 339   | 94.4           | 691        | 401           | 290           | 1172                     | 38                   | 353        | 1285       | 318        |
| 2002                                                                            | 811 547              | 865 259   | 93.8           | 660        | 407           | 253           | 1229                     | 52                   | 418        | 1900       | 318        |
| 2003                                                                            | 814 315              | 868 242   | 93.8           | 645        | 424           | 221           | 1262                     | 53                   | 302        | 1870       | 318        |
| 2004                                                                            | 815 210              | 889 314   | 91.7           | 772        | 402           | 370           | 1055                     | 54                   | 435        | 1900       | 318        |
| 2006                                                                            | 815 000              | 888 237   | 91.8           | 724        | 410           | 314           | 1125                     | 56                   | 391        | 1795       | 318        |
| 2013                                                                            | 846 000              | 853 500   | 99.1           | 620        | 384           | 236           | 1364                     | 63                   | 336        | 1464       | 314        |
| 2016                                                                            | 824 000              | 833 624   | 98.8           | 583        | 367           | 216           | 1413                     | 67                   | 306        | 1254       | 305        |
| 2019                                                                            | 831 320              | 843 980   | 98.5           | 577        | 346           | 231           | 1440                     | 65                   | 314        | 1685       | 295        |
| 2021                                                                            | 808 286              | 812 474   | 99.5           | 590        | 352           | 238           | 1369                     | 66                   | 334        | 1148       | 291        |
| 2023                                                                            | 797 227              | 811 258   | 98.3           | 559        | 336           | 223           | 1426                     | 67                   | 300        | 1132       | 289        |
| Fuente: Catholic-Hierarchy, que a su vez toma los datos del Anuario Pontificio. |                      |           |                |            |               |               |                          |                      |            |            |            |

## Episcopologio
La lista se limita a los nombres atestiguados históricamente, las fechas se refieren al episcopado.
- Felice † (atestiguado en 313)

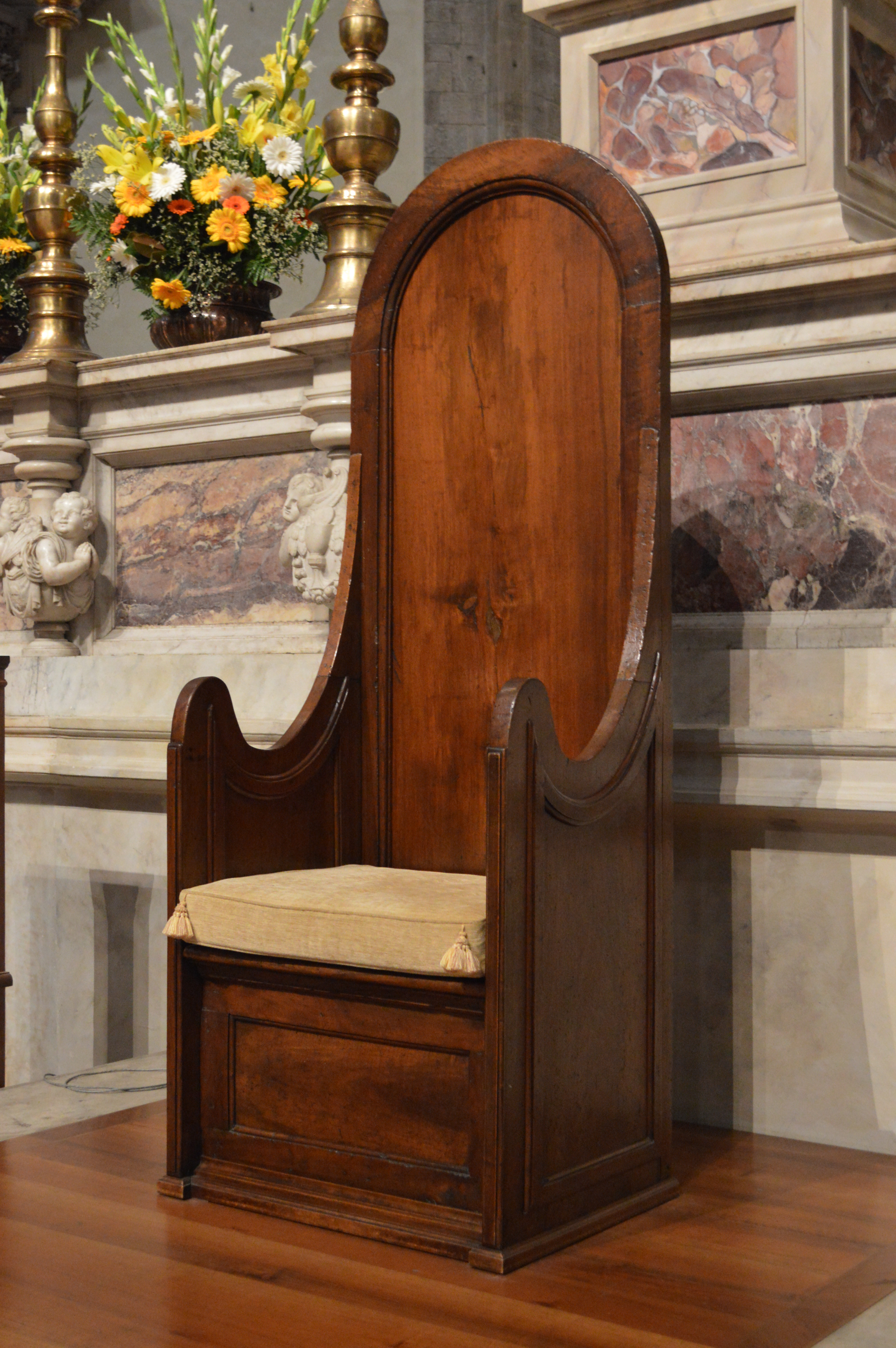
La cátedra arzobispal

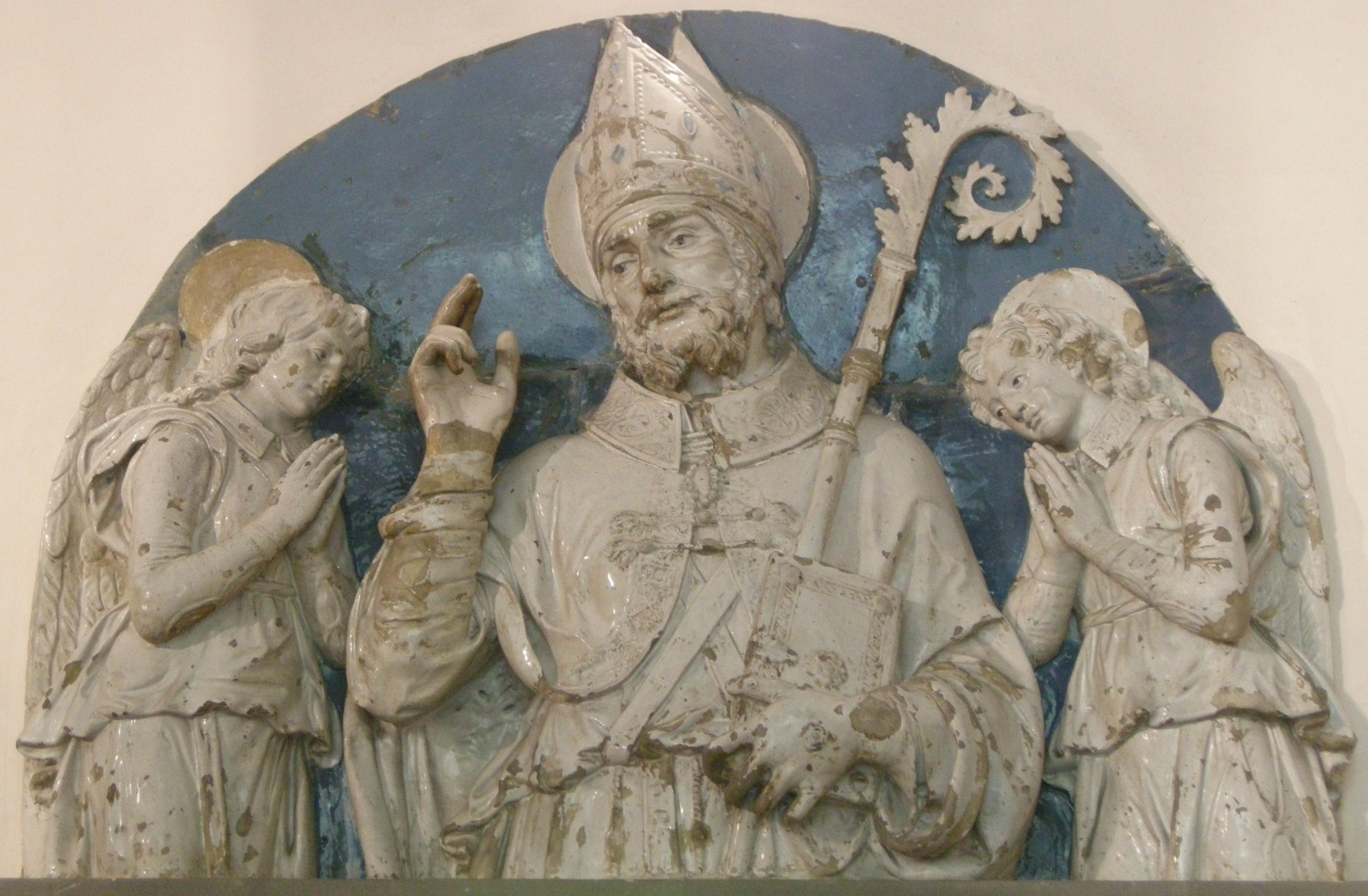
San Zanobi (Andrea della Robbia)

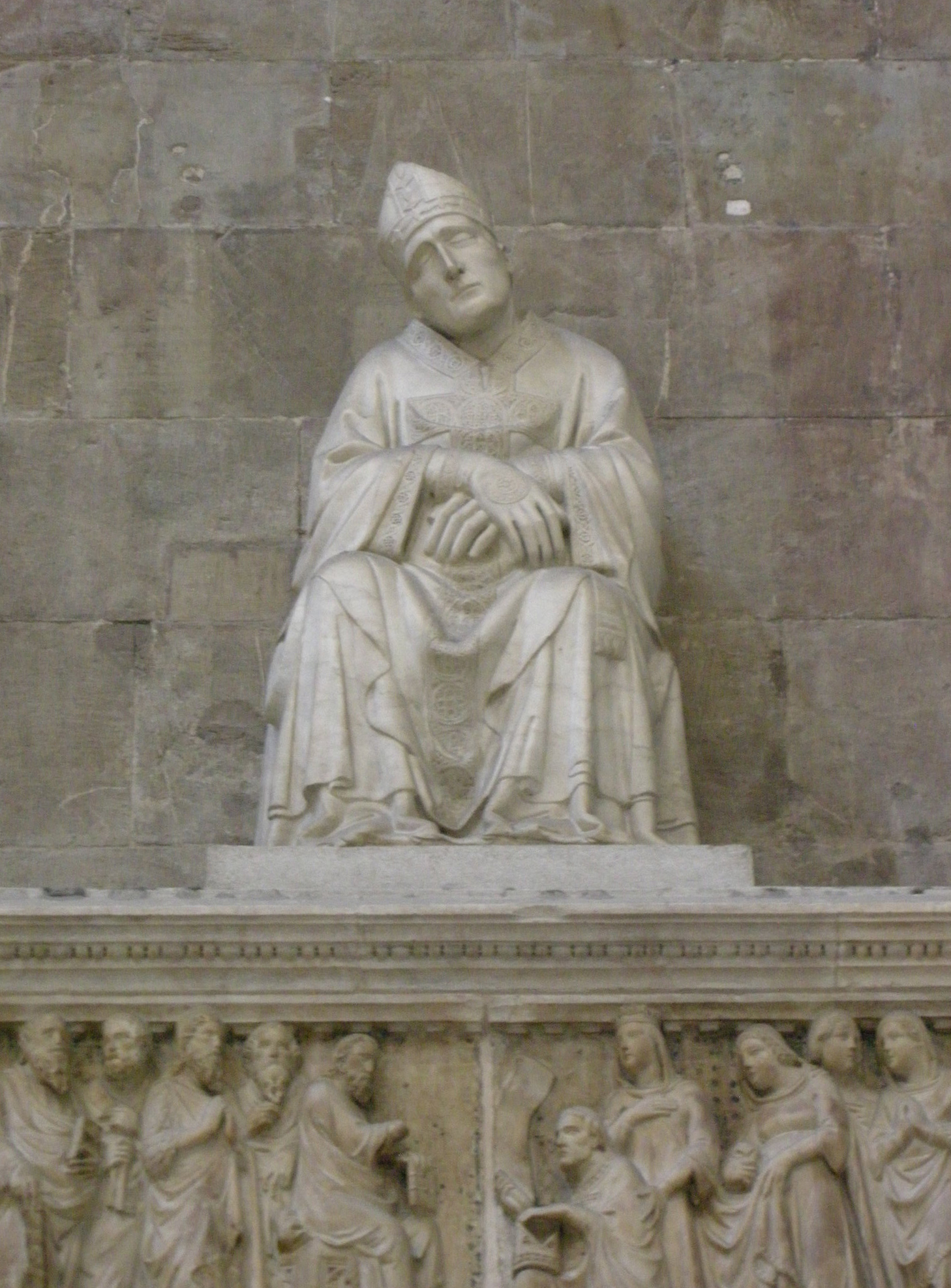
Tino di Camaino, monumento a Antonio d'Orso (detalle), Santa Maria del Fiore

- San Cenobio † (337?-417? falleció)
- Maurizio † (545-550 falleció)
- Anónimo † (578?-590?)
- Reparato † (atestiguado en 680)
- Specioso † (antes de 715-después de 729)
- Tommaso † (atestiguado en 743)
- Aliprando † (antes de 826[nota 3]-después de 833)
- Radingo † (atestiguado en 852)
- Gerardo † (853-855)
- Pietro † (atestiguado en 861)
- San Andrea † (atestiguado en 873)
- Grasulfo † (atestiguado en 897)
- Poggio I † (908-926)
- Rambaldo † (929-julio de 964)
- Sichelmo † (964-989 falleció)
- San Podio II † (989-28 de mayo o 5 de junio de 1002 falleció)
- Guido † (1002-1008)
- Ildebrando † (1008-después de 1024)
- Lamberto † (1025-1032 renunció)
- Atto † (1032-1045 falleció)
- Gherardo di Borgogna † (enero de 1045-27 de julio de 1061 falleció, electo papa con el nombre de Nicolás II en 1059)
- Pietro Mezzabarba † (1062-1068 depuesto)
  - Rodolfo † (1068-1070) (administrador apostólico)[8]
- Elinando, O.S.B. † (1070-1071)[nota 4]
- Ranieri † (1071-12 de julio de 1113 falleció)
- Gottifredo degli Alberti † (1113-1142 falleció)
- Atto II † (1143-9 de junio de 1154 falleció)
- Ambrogio, O.S.B.Vall. † (1155-20 de mayo de 1158 falleció)
- Giulio † (1158-1182)
  - Zanobi † (1161) (antiobispo)
- Bernardo † (1182-1187)
- Pagano † (1087-1090)
- Pietro † (1190-1205 falleció)

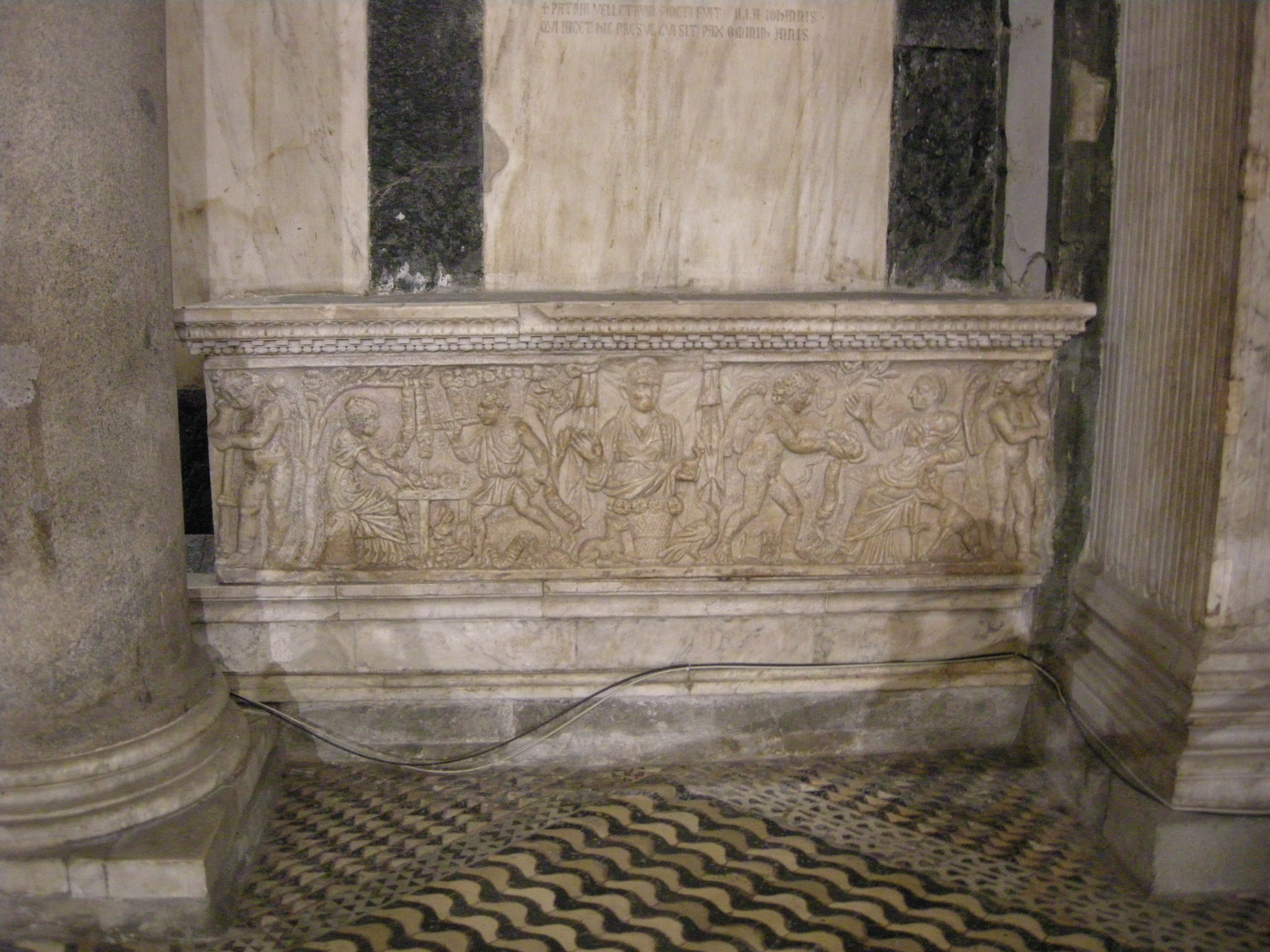
El sarcófago "della fioraia", obra romana reutilizada por Giovanni da Velletri en el baptisterio de Florencia

- Giovanni da Velletri † (1205-14 de julio de 1230 falleció)
- Ardengo Trotti o Dei Foraboschi † (7 de marzo de 1231-mayo de 1247 falleció)
- Filippo Fontana † (1250-1251 nombrado arzobispo de Ravena)
- Giovanni dei Mangiadori † (1251-después de 1273 falleció)
- Iacopo da Castelbuono, O.P. † (28 de mayo de 1286-16 de agosto de 1286 falleció)
- Andrea dei Mozzi † (29 de diciembre de 1286-13 de septiembre de 1295 nombrado obispo de Vicenza)
- Francesco Monaldeschi † (13 de septiembre de 1295-10 de diciembre de 1302 falleció)
- Lottieri della Tosa † (14 de febrero de 1303-marzo de 1309 falleció)
- Antonio d'Orso † (9 de junio de 1310-18 de julio de 1321 falleció)
- Francesco Silvestri † (15 de marzo de 1323-21 de octubre de 1341 falleció)
- Angelo Acciaioli I, O.P. † (26 de junio de 1342-18 de marzo de 1355 nombrado abad de Montecasino)
- Francesco Atti † (18 de marzo de 1355-23 de diciembre de 1356 renunció)
- Filippo dell'Antella † (27 de febrero de 1357-1363 falleció)
- Pietro Corsini † (1 de septiembre de 1363-7 de junio de 1370 renunció)
- Angelo Ricasoli † (19 de junio de 1370-9 de febrero de 1383 nombrado obispo de Faenza)
- Angelo Acciaioli II † (3 de junio de 1383-17 de diciembre de 1384 renunció, ocupó la sede hasta 1387)
- Bartolomeo Uliari, O.Min. † (9 de diciembre de 1385-18 de diciembre de 1389 renunció)
- Onofrio Visdomini, O.S.A. † (15 de mayo de 1390-13 de diciembre de 1400 nombrado obispo de Comacchio)
- Alamanno Adimari † (13 de diciembre de 1400-16 de noviembre de 1401 nombrado arzobispo de Tarento)
- Jacopo Palladini † (16 de noviembre de 1401-18 de julio de 1410 nombrado obispo de Spoleto)
- Francesco Zabarella † (18 de julio de 1410-17 de junio de 1411 renunció)

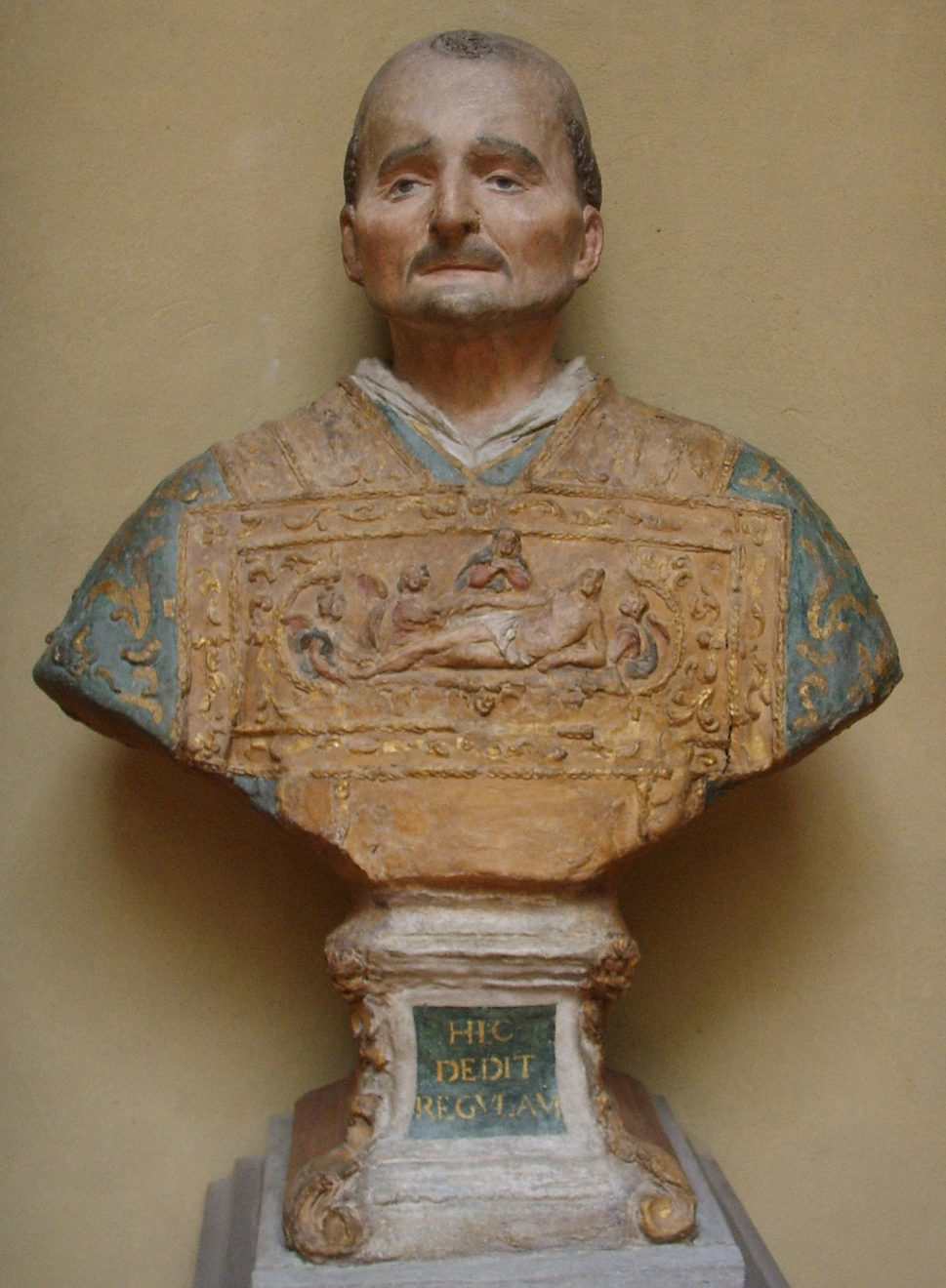
San Antonino

- Amerigo Corsini † (16 de julio de 1411-18 de marzo de 1434 falleció) primer arzobispo
- Giovanni Vitelleschi † (12 de octubre de 1435-9 de agosto de 1437 renunció)
- Ludovico Scarampi Mezzarota † (6 de agosto de 1437-18 de diciembre de 1439 nombrado patriarca de Aquilea)
- Bartolomeo Zabarella † (18 de diciembre de 1439-21 de diciembre de 1445 falleció)
- San Antonino Pierozzi, O.P. † (10 de enero de 1446-2 de mayo de 1459 falleció)
- Orlando Bonarli † (16 de junio de 1459-1461 falleció)
- Giovanni de' Diotisalvi † (22 de marzo de 1462-18 de julio de 1473 falleció)
- Pietro Riario, O.F.M.Conv. † (20 de julio de 1473-3 de enero de 1474 falleció)
- Rinaldo Orsini † (28 de enero de 1474-5 de julio de 1508 renunció[nota 5])
- Cosimo de' Pazzi † (5 de julio de 1508-8 de abril de 1513 falleció)
- Giulio de' Medici † (9 de mayo de 1513-19 de noviembre de 1523 electo papa con el nombre de Clemente VII)
- Niccolò Ridolfi † (11 de enero de 1524-11 de octubre de 1532 renunció)
- Andrea Buondelmonti † (11 de octubre de 1532-27 de noviembre de 1542 falleció)
- Niccolò Ridolfi † (8 de enero de 1543-25 de mayo de 1548 renunció) † (por segunda vez)
- Antonio Altoviti † (25 de mayo de 1548-28 de diciembre de 1573 falleció)
- Alessandro de' Medici † (15 de enero de 1574-1 de abril de 1605 electo papa con el nombre de León XI)

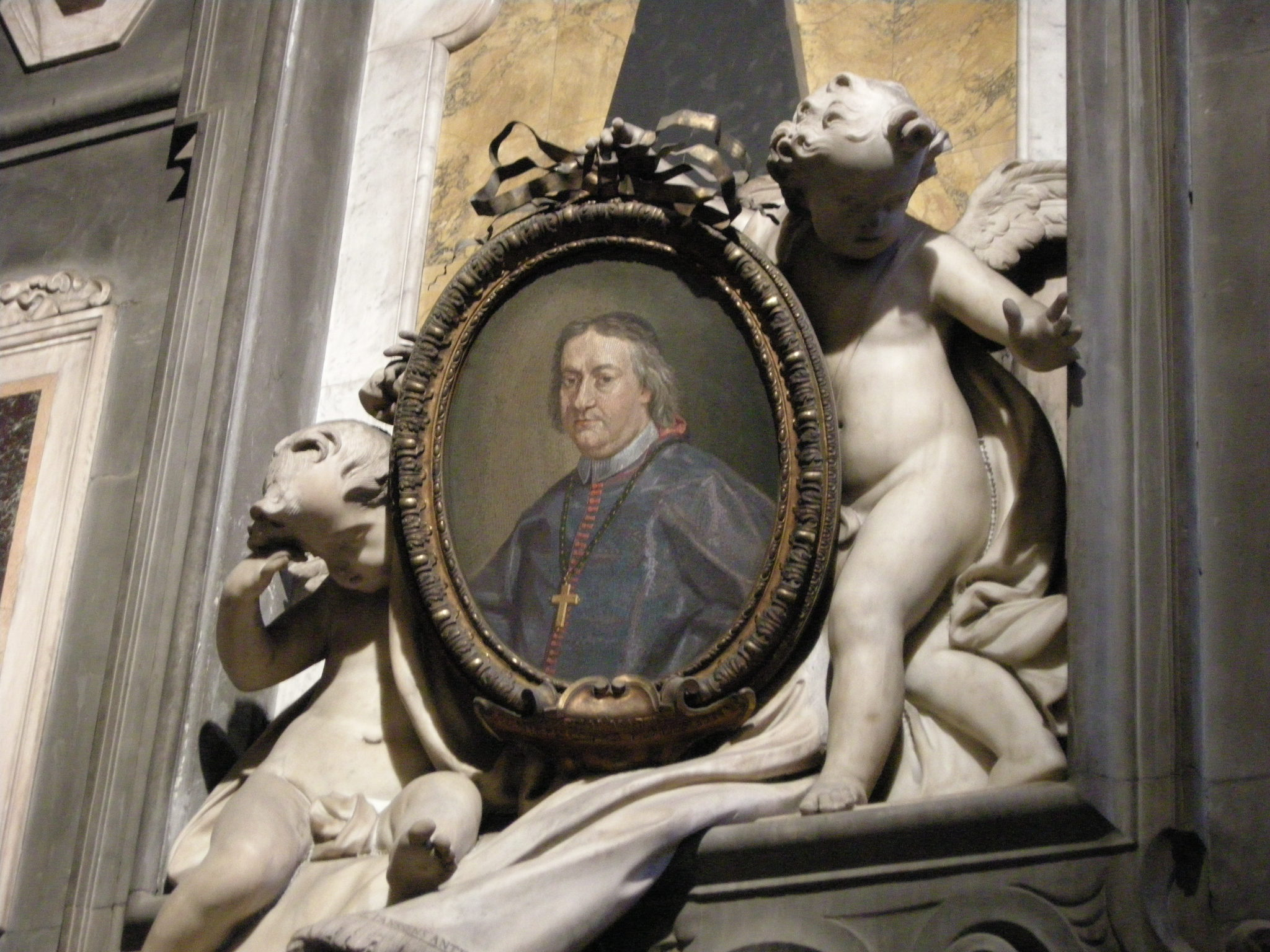
Tumba de Giuseppe Maria Martelli

- Alessandro Marzi Medici † (27 de junio de 1605-13 de agosto de 1630 falleció)
- Cosimo de' Bardi † (9 de septiembre de 1630-18 de abril de 1631 falleció)
- Pietro Niccolini † (7 de junio de 1632-1 de diciembre de 1651 falleció)
- Francesco Nerli seniore † (16 de diciembre de 1652-6 de noviembre de 1670 falleció)
- Francesco Nerli junior † (22 de diciembre de 1670-31 de diciembre de 1682 renunció)
- Jacopo Antonio Morigia, B. † (15 de febrero de 1683-23 de octubre de 1699 renunció)
- Leone Strozzi, O.S.B.Vall. † (21 de junio de 1700-4 de octubre de 1703 falleció)
- Tommaso Bonaventura della Gherardesca † (12 de noviembre de 1703-21 de septiembre de 1721 falleció)
- Giuseppe Maria Martelli † (2 de marzo de 1722-10 de febrero de 1740 renunció)
- Francesco Gaetano Incontri † (29 de mayo de 1741-25 de marzo de 1781 falleció)
- Antonio Martini † (25 de junio de 1781-31 de diciembre de 1809 falleció)
  - Sede vacante † (1809-1815)
  - Antoine-Eustache d'Osmond † (1811-1813) (ilegítimo)
- Pier Francesco Morali † (15 de marzo de 1815-29 de septiembre de 1826 falleció)
- Ferdinando Minucci † (28 de enero de 1828-2 de julio de 1856 falleció)
- Giovacchino Limberti † (3 de agosto de 1857-27 de octubre de 1874 falleció)
- Eugenio Cecconi † (21 de diciembre de 1874-15 de junio de 1888 falleció)
- Agostino Bausa, O.P. † (11 de febrero de 1889-15 de abril de 1899 falleció)
- Alfonso Maria Mistrangelo, Sch.P. † (19 de junio de 1899-7 de noviembre de 1930 falleció)
- Elia Dalla Costa † (19 de diciembre de 1931-22 de diciembre de 1961 falleció)
- Ermenegildo Florit † (9 de marzo de 1962 por sucesión-3 de junio de 1977 retirado)
- Giovanni Benelli † (3 de junio de 1977-26 de octubre de 1982 falleció)
- Silvano Piovanelli † (18 de marzo de 1983-21 de marzo de 2001 retirado)
- Ennio Antonelli (21 de marzo de 2001-7 de junio de 2008 nombrado presidente del Pontificio Consejo para la Familia)
- Giuseppe Betori (8 de septiembre de 2008-18 de abril de 2024 retirado)
- Gherardo Gambelli, desde el 18 de abril de 2024